# Агаджанян, Иван Герасимович
Иван Герасимович Агаджанян (арм. Իվան Գերասիմի Աղաջանյան) (8 августа 1939, Ереван — 12 августа 2017, Ереван) ― советский и армянский врач, уролог, доктор медицинских наук (1982), профессор (1984), Заслуженный врач Республики Армения (2011). Сын врача-терапевта Герасима Агаджаняна. Известен тем, что впервые в Армении провёл операцию по трансплантации почки.

## Биография
Родился 8 августа 1939 года в Ереване, Армянская ССР, СССР.
В 1962 году окончил лечебный факультет Ереванского государственного медицинского института. В 1967 году окончил аспирантуру в Первом Ленинградском медицинском институте имени академика Ивана Павлова. В 1970 году начал преподавать курс урологии в Ереванском государственном институте усовершенствования врачей (ныне Национальный институт здравоохранения Армении.
В 1975 году получил звание доцента. В 1978 году организовал и возглавил кафедру урологии в Ереванском институте усовершенствования врачей. В 1978 году избран председателем Общества урологов Армении.
В 1982 году защитил докторскую диссертацию на соискание учёной степени доктора медицинских наук.  В 1984 году ему присвоено учёное звание профессора.
В 1987 году профессор Иван Агаджанян впервые в Армении провёл операцию по трансплантации почки. С 1990 года заведовал отделение урологии Института хирургии имени Микаеляна. 
С 1991 по 1999 год и с 2003 по 2006 годы работал Главным урологом Министерства здравоохранения Армении. Создал урологическую библиотеку с аудиовизуальным и компьютерным классами обучения в Институте хирургии имени А. Микаеляна.
В настоящее время заведует кафедрой урологии Национального института здравоохранения имени академика С. Авдалбекяна Минздрава Армении и отделением урологии в Институте хирургии имени А. Микаеляна.
Иван Агаджанян также внедрил в Армении уропульмональную реанимацию, дистанционное зондирование, рассечение разреза мочи, кожную хирургию почек и другие методы. Написал более 200 научных публикаций, среди них одна монография, автор двух изобретений.
Является членом Международной федерации хирургических академий, Европейской, Американской, Грузинской ассоциаций урологов.
В 2011 году ему присвоено звание Заслуженного врача Республики Армения.

## Награды
- Заслуженный врач Республики Армения (2011)[3]
- Золотая медаль Пауля Эрлиха «За особые достижения в лечебной и социальной медицине» (Ганновер, ФРГ)
- Медаль почёта Национального собрания Армении (2009)
- Знак «Отличнику здравоохранения»